# Chiesa di San Francesco (Gualdo Tadino)
La chiesa di san Francesco è un edificio religioso di Gualdo Tadino, in provincia di Perugia e diocesi di Assisi-Nocera Umbra-Gualdo Tadino.

## Storia
La chiesa costituisce il luogo dell'insediamento dei francescani in città verso la fine del XIII secolo; la chiesa fu consacrata nel 1315 e fu più volte restaurata.

## Descrizione

### L'esterno
La facciata, a capanna e con portale gotico, si prospetta lungo corso Italia, mentre il fianco sinistro, caratterizzato da contrafforti cilindrici, si affaccia sulla piazza ricavata dalla demolizione del convento e del relativo chiostro.

### L'interno

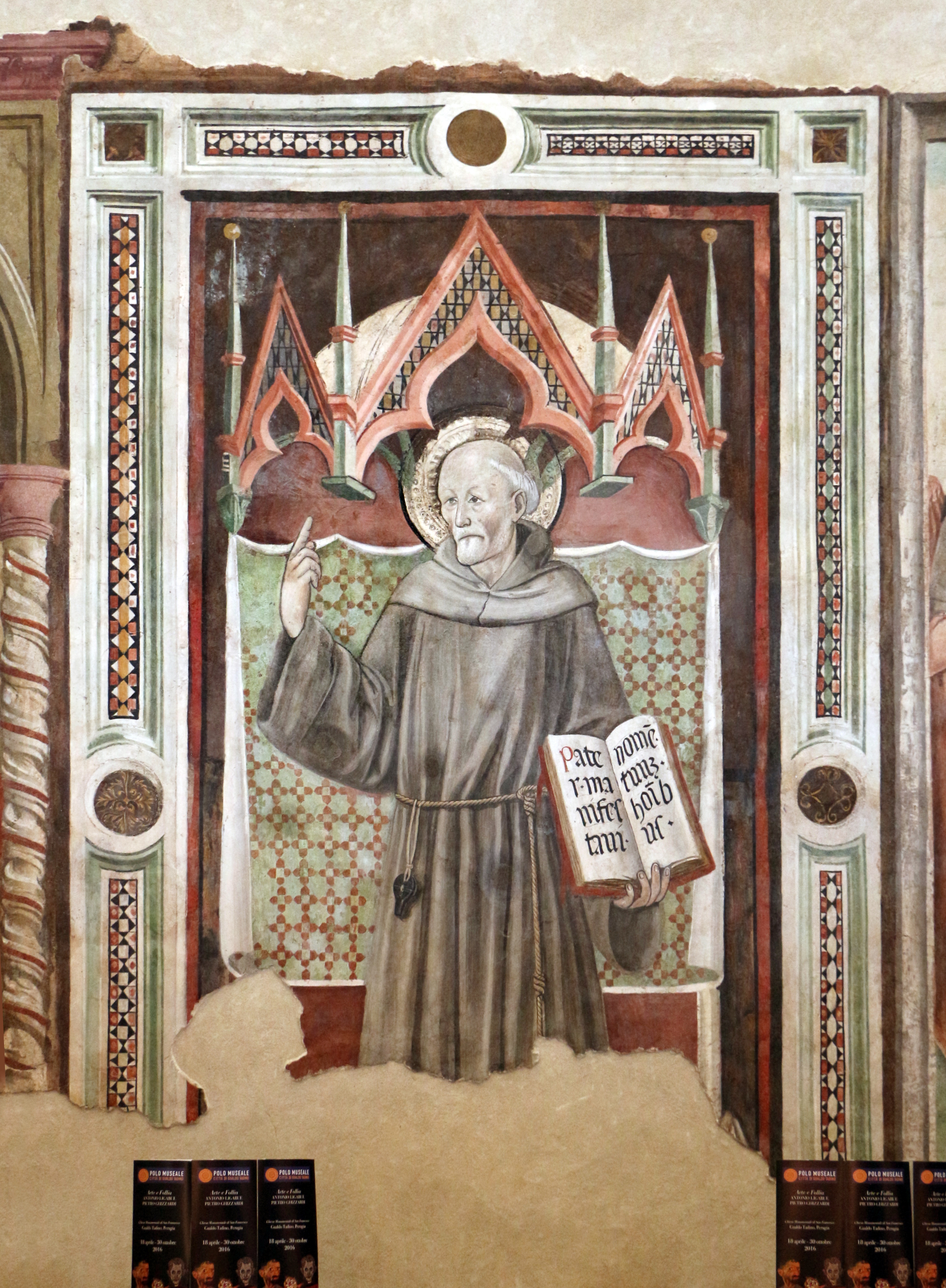
San Bernardino

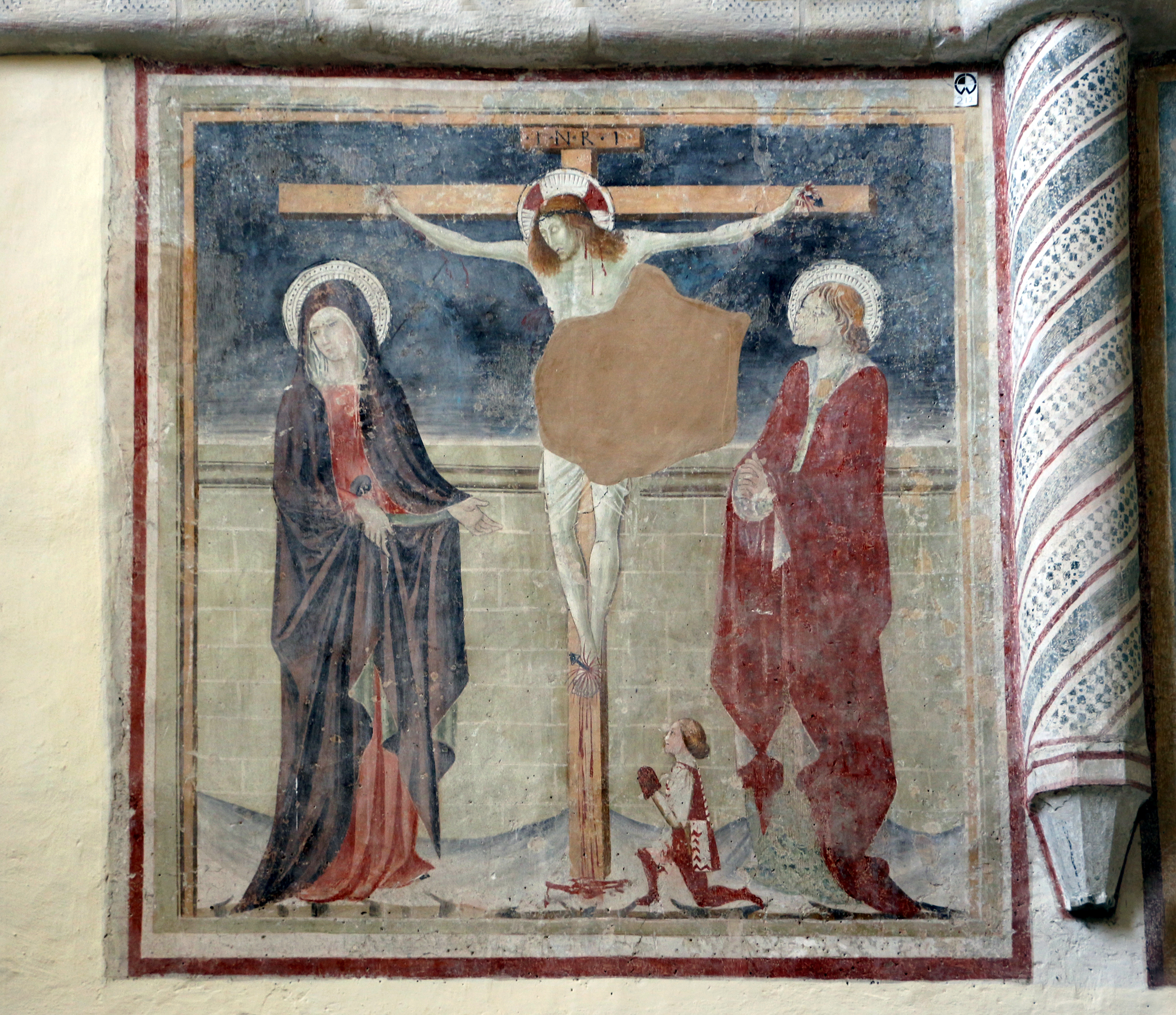
Matteo da Gualdo,Crocifisso

L'interno è a tre campate ogivali, decorate da affreschi del XIV e del XV secolo. Alla parete d'ingresso, nella lunetta sopra la porta, Storia di san Giuliano fra san Bernardino e il Battista, di un seguace di Ottaviano Nelli (1469). A destra è presente un affresco con San Bernardino del 1451, mentre nella parte superiore della terza campata destra si ammira un grande affresco frammentario con una Dormitio Virginis, di pittore umbro del XV secolo.
Nell'adiacente cappella vi è una pala in maiolica con la Santissima Trinità, di manifattura locale del XVI secolo. Nell'abside vi è sospeso un Crocefisso su tavola del XIII-XIV secolo. Il coro, l'altare maggiore e il pulpito sono di origine trecentesca. Nell'abside a destra un Crocefisso di Matteo da Gualdo, il principale pittore della città.
Nella terza arcata di sinistra si possono ammirare la Madonna con Bambino  e San Francesco, sempre di Matteo da Gualdo. Sul pilastro tra la prima e la seconda cappella una Madonna con Bambino, prima opera nota di Matteo da Gualdo e preziosa testimonianza sui legami con Girolamo di Giovanni.
Tra le opere che appartengono alla chiesa vi sono anche altri dipinti di Avanzino Nucci e Giovanni Maria Baldassini e una croce abbaziale di orafo umbro-senese, risalente al 1381.
L'altare maggiore era corredato di un polittico di Niccolò di Liberatore, detto l'Alunno, del 1471, oggi nel Museo Civico della Rocca Flea.